# Olympische Sommerspiele 2024/Wasserspringen – 10 m Turmspringen (Frauen)
Das 10-m-Turmspringen der Frauen bei den Olympischen Spielen 2024 in Paris wurde am 5. und 6. August im Centre Aquatique Olympique ausgetragen.

## Titelträger
| Olympiasieger | Quan Hongchan | 466,20 | Tokio 2020 |
| Weltmeister   | Quan Hongchan | 436,25 | Doha 2024  |

## Ergebnisse
| Rang | Athletin                  | Nation                  | Vorrunde | Vorrunde | Halbfinale    | Halbfinale    | Finale        | Finale        | Finale        | Finale        | Finale        | Finale        |
| Rang | Athletin                  | Nation                  | Punkte   | Rang     | Punkte        | Rang          | 1             | 2             | 3             | 4             | 5             | Gesamt        |
| ---- | ------------------------- | ----------------------- | -------- | -------- | ------------- | ------------- | ------------- | ------------- | ------------- | ------------- | ------------- | ------------- |
| 1    | Quan Hongchan             | China                   | 421,25   | 1        | 421,05        | 1             | 90,00         | 84,80         | 76,80         | 92,40         | 81,60         | 425,60        |
| 2    | Chen Yuxi                 | China                   | 382,15   | 2        | 403,05        | 2             | 82,50         | 78,40         | 89,10         | 89,10         | 81,60         | 420,70        |
| 3    | Kim Mi-rae                | Nordkorea               | 287,70   | 10       | 322,40        | 4             | 80,00         | 67,50         | 72,60         | 76,80         | 75,20         | 372,10        |
| 4    | Caeli McKay               | Kanada                  | 324,90   | 3        | 308,85        | 7             | 72,00         | 63,00         | 76,80         | 75,90         | 76,80         | 364,50        |
| 5    | Gabriela Agúndez          | Mexiko                  | 306,95   | 6        | 295,00        | 9             | 67,50         | 79,20         | 62,40         | 69,30         | 72,00         | 350,40        |
| 6    | Andrea Spendolini-Sirieix | Großbritannien          | 320,80   | 4        | 367,00        | 3             | 76,80         | 62,40         | 64,50         | 60,20         | 81,60         | 345,50        |
| 7    | Ellie Cole                | Australien              | 290,00   | 9        | 309,90        | 6             | 64,50         | 72,00         | 67,20         | 67,20         | 62,40         | 333,30        |
| 8    | Alejandra Orozco          | Mexiko                  | 320,80   | 4        | 312,00        | 5             | 63,00         | 64,00         | 68,80         | 67,20         | 57,60         | 320,60        |
| 9    | Matsuri Arai              | Japan                   | 280,65   | 16       | 300,50        | 8             | 63,00         | 66,00         | 65,25         | 65,80         | 54,40         | 314,45        |
| 10   | Sarah Jodoin di Maria     | Italien                 | 286,10   | 11       | 294,85        | 10            | 72,00         | 64,50         | 56,00         | 42,05         | 67,20         | 301,75        |
| 11   | Melissa Wu                | Australien              | 285,20   | 13       | 294,10        | 11            | 58,50         | 64,00         | 40,60         | 52,80         | 62,40         | 278,30        |
| 12   | Else Praasterink          | Niederlande             | 281,60   | 15       | 292,80        | 12            | 52,20         | 44,80         | 45,00         | 57,60         | 50,75         | 250,35        |
| 13   | Lois Toulson              | Großbritannien          | 299,60   | 8        | 278,50        | 13            | ausgeschieden | ausgeschieden | ausgeschieden | ausgeschieden | ausgeschieden | ausgeschieden |
| 14   | Ana Carvajal              | Spanien                 | 285,60   | 12       | 276,90        | 14            | ausgeschieden | ausgeschieden | ausgeschieden | ausgeschieden | ausgeschieden | ausgeschieden |
| 15   | Delaney Schnell           | Vereinigte Staaten      | 278,15   | 17       | 271,95        | 15            | ausgeschieden | ausgeschieden | ausgeschieden | ausgeschieden | ausgeschieden | ausgeschieden |
| 16   | Anisley García            | Kuba                    | 283,00   | 14       | 270,65        | 16            | ausgeschieden | ausgeschieden | ausgeschieden | ausgeschieden | ausgeschieden | ausgeschieden |
| 17   | Christina Wassen          | Deutschland             | 303,20   | 7        | 255,55        | 17            | ausgeschieden | ausgeschieden | ausgeschieden | ausgeschieden | ausgeschieden | ausgeschieden |
| 18   | Maia Biginelli            | Italien                 | 277,00   | 18       | 240,80        | 18            | ausgeschieden | ausgeschieden | ausgeschieden | ausgeschieden | ausgeschieden | ausgeschieden |
| 19   | Daryn Wright              | Vereinigte Staaten      | 272,25   | 19       | ausgeschieden | ausgeschieden | ausgeschieden | ausgeschieden | ausgeschieden | ausgeschieden | ausgeschieden | ausgeschieden |
| 20   | Kate Miller               | Kanada                  | 266,30   | 20       | ausgeschieden | ausgeschieden | ausgeschieden | ausgeschieden | ausgeschieden | ausgeschieden | ausgeschieden | ausgeschieden |
| 21   | Pauline Pfeif             | Deutschland             | 264,15   | 21       | ausgeschieden | ausgeschieden | ausgeschieden | ausgeschieden | ausgeschieden | ausgeschieden | ausgeschieden | ausgeschieden |
| 22   | Džeja Patrika             | Lettland                | 259,30   | 22       | ausgeschieden | ausgeschieden | ausgeschieden | ausgeschieden | ausgeschieden | ausgeschieden | ausgeschieden | ausgeschieden |
| 23   | Ingrid Oliveira           | Brasilien               | 255,90   | 23       | ausgeschieden | ausgeschieden | ausgeschieden | ausgeschieden | ausgeschieden | ausgeschieden | ausgeschieden | ausgeschieden |
| 24   | Maycey Vieta              | Puerto Rico             | 253,90   | 24       | ausgeschieden | ausgeschieden | ausgeschieden | ausgeschieden | ausgeschieden | ausgeschieden | ausgeschieden | ausgeschieden |
| 25   | Sofija Lyskun             | Ukraine                 | 253,10   | 25       | ausgeschieden | ausgeschieden | ausgeschieden | ausgeschieden | ausgeschieden | ausgeschieden | ausgeschieden | ausgeschieden |
| 26   | Kim Nah-yun               | Südkorea                | 250,00   | 26       | ausgeschieden | ausgeschieden | ausgeschieden | ausgeschieden | ausgeschieden | ausgeschieden | ausgeschieden | ausgeschieden |
| 27   | Victoria Garza            | Dominikanische Republik | 226,80   | 27       | ausgeschieden | ausgeschieden | ausgeschieden | ausgeschieden | ausgeschieden | ausgeschieden | ausgeschieden | ausgeschieden |
| 28   | Malak Tawfik              | Ägypten                 | 193,75   | 28       | ausgeschieden | ausgeschieden | ausgeschieden | ausgeschieden | ausgeschieden | ausgeschieden | ausgeschieden | ausgeschieden |
| 29   | Ciara McGing              | Irland                  | 188,50   | 29       | ausgeschieden | ausgeschieden | ausgeschieden | ausgeschieden | ausgeschieden | ausgeschieden | ausgeschieden | ausgeschieden |